# غونار يانسون
غونار يانسون (بالسويدية: Gunnar Jansson)‏ لاعب كرة قدم سويدي راحل كان يجيد اللعب في خط الهجوم.
لعب طوال مسيرته الرياضية في نادي غيفلي.
شارك مع منتخب السويد في بطولة كأس العالم 1934 في إيطاليا حيث خرج من الدور الربع النهائي.

## وصلات خارجية
- غونار يانسون على موقع الاتحاد الدولي (مؤرشف)  (الإنجليزية)
- غونار يانسون على موقع اتحاد السويد (السويدية)
- غونار يانسون على موقع عالم كرة القدم.نت (الإنجليزية)

- هذا سيرة ذاتية